# Византијска наука
Научници су током трајања Византијског царства играли важну улогу у преношењу класичног знања у исламски свет и ренесансну Италију, као и у преношењу исламске науке у ренесансну Италију. Богата историографска традиција сачувала је древна знања на којима су изграђена сјајна уметност, архитектура, књижевност и технолошка достигнућа. Византинци су били одговорни за неколико важних технолошких достигнућа.

## Класичне и црквене студије
Византијска наука је супштински била класична наука. У сваком периоду је била уско повезана са античко-паганском филозофијом и метафизиком. Упркос извесном противљењу паганском учењу, многи од најугледнијих класичних научника заузимали су високе функције у Цркви. Антички списи никада нису престали да буду на значају у Византијском царству због подстицаја који је Атинска академија дала класичним наукама у 4. и 5. веку, значаја филозофске академије у Александрији и деловања Цариградског ниверзитета, који се у потпуности бавио световним предметима, искључујући богословље, које је предавано у Богословији на Халки. Чак је и Богословија образовала студенте  о античким класицима и укључивао књижевне, филозофске и научне текстове у свој наставни план и програм. Монашке школе су се фокусирале на Библију, теологију и литургију. Стога су монашки скрипторијуми највећи део свог труда улагали у преписивање црквених рукописа, док су старопаганску литературу преписивали, сажимали, изводили и коментарисали лаици или свештенство попут Фотија, Арете из Цезареје, Евстатија и Василија Висариона.
Историчар Џон Џулијус Норвич наводи да би „много од онога што знамо о антици — посебно о хеленској и римској књижевности и римском праву — било заувек изгубљено да није било учењака и писара из Константинопоља.

## Архитектура
Пандентивна архитектура, специфична сферна форма у горњим угловима која подржава куполу, је византијски изум. Иако су први експерименти са овим архитеконским елементом направљени 200-их година, у 6. веку у Византијском царству њихов потенцијал је у потпуности остварен.

## Математика
Византијски научници су сачували и наставили наслеђе великих старогрчких математичара и применили математику у пракси. У раној Византији (од 5. до 7. века) архитекте и математичари Исидор Милетски и Антемије из Трала развили су математичке формуле за изградњу велике цркве Аја Софија, што је било револционално у то доба. У средњем периоду Византије (од 8. до 12. века) математичари попут Михаила Пселоса сматрали су математику начином за тумачење света.

## Стање
Јован Филопон, такође познат као Јован Граматичар, био је александријски филолог, коментатор аристотелизма коментатор и хришћански теолог, и аутор филозофских расправа и теолошких дела. Био је први који је критиковао Аристотела и напао Аристотелову теорију слободног пада. Његова критика аристотеловске физике била је инспирација за Галилеа Галилеја много векова касније; Галилејо је у својим делима у великој мери цитирао Филопона и делио његов став везан за оповргавање аристотеловске физике.
Цариград је био пун проналазача и занатлија.
Теорија импулса је измишљена у Византијском царству. Бродски млин је изум Византијаца и конструисан је за млевење житарица коришћењем енергије струје воде. Технологија се на крају проширила на остатак Европе и била је у употреби до ца. 1800. Византинци су познавали и користили појам хидраулике: у 10. веку дипломата Лијутпранд Кремонске је приликом посете византијском цару објаснио да је видео цара како седи на хидрауличном престолу и да је он „направљен на тако лукав начин да је у у једном тренутку била на земљи, док се у другом подигла навише и видело се да је у ваздуху“.
Папир, који су муслимани добијали из Кине у 8. веку, користио се у Византијском царству од 9. века. Постојале су веома велике приватне библиотеке, а манастири су поседовали огромне библиотеке са стотинама књига које су позајмљиване појединцима. Тако су сачувана античка дела.

## Астрономија
Физичар Емануел А. Пашос наводи: „Византијски (римски), чланак из 13. века садржи напредне астрономске идеје и пре-коперниканске дијаграме. Модели су геоцентрични, али приказују напредак на путањама Месеца и Меркура."

## Медицина
Медицина је била једна од наука у којој су Византинци напредовали њихови грчко-римски претходници, почев од Галена. Као резултат тога, византијска медицина је имала утицај на исламску медицину, као и на медицину ренесансе. Концепт болнице се појавио у Византијском царству као институција која нуди медицинску негу и могућност лечења пацијентима због идеала хришћанског милосрђа.
Иако је концепт уроскопије био познат Галену, он није видео значај његовог коришћења за дијагностиковање болести. Византијски лекари, као што је Теофил Протоспатариус, схватили су дијагностички потенцијал уроскопије у време када није постојао микроскоп или стетоскоп. Та пракса се на крају проширила на остатак Европе. Илуминирани рукопис Бечки Диоскурид (6. век) и дела византијских лекара као што су Павле Егински (7. век) и Никола Мирепсо (крајњи 13. век), наставили су да се користе као ауторитативни текстови од стране Европљана кроз ренесансу. Мирепсос је измислио Ауреа Алекандрина, која је била врста опијата или противотрова.
Први познати пример раздвајања сијамских близанаца десио се у Византијском царству у 10. веку када је пар сијамских близанаца из Јерменије дошао у Цариград. Много година касније један од њих је умро, па су хирурзи у Цариграду одлучили да уклоне тело преминуког близанца. Резултат је био делимично успешан, пошто је преживели близанац живео свега три дана пре него што је умро, резултат је био  толико импресиван да су га историчари помињали век и по касније. Следећи случај раздвајања сијамских близанаца догодио се тек 1689. године у Немачкој.

## Оружје
Грчка ватра је била запаљиво оружје које је користило Византијско царство. Византинци су га обично користили у поморским биткама са великим ефектом јер је могла да гори чак и на води. Грчка ватра је давала технолошку предност и била је узрок многих кључних византијских војних победа, пре свега у одбрани Константинопоља током две арапске опсаде, чиме је обезбедио опстанак царства. Међутим, сама грчка ватра је измишљена у ц. 672, а хроничар Теофан га приписује Калинику, архитекти из Хелиопоља у бившој провинцији Феника. Тврдило се да ниједна особа није измислила грчку ватру, већ да су је „измислили хемичари у Константинопољу који су наследили знање и отркића Александријске хемијске школе...“.
Граната се први пут појавила у Византијском царству, где су направљене рудиментарне запаљиве гранате, које су биле од керамичких тегли у којима су држали стакло или ексере и коришћене на ратиштима. Први примери ручних бацача пламена појавили су се у Византијском царству у 10. веку. Пешадијске јединице су биле опремљене ручним пумпама и окретним цевима које су се користиле за избацивање пламена. Требушет је измишљен у Византијском царству за време владавине Алексија I Комнена (1081–1118). Византинци су користили ово новоразвијено опсадно оружје да девастирају цитаделе и утврђења непријатеља. Војске Европе и Азије су од Византинаца научиле и усвојиле ово опсадно оружје.

## Византијска и исламска наука
Током средњег века, често је долазило до размене дела између византијске и исламске науке. Византијска империја је првобитно обезбедила средњовековном исламском свету античке и раносредњовековне грчке текстове о астрономији, математици и филозофији за превод на арапски, јер је Византијско царство било водећи центар науке у региону на почетку средњег века. Касније, када су калифат и друге средњовековне исламске културе постале водећи центри научног знања, византијски научници су преводили књиге о исламској астрономији, математици и науци на средњовековни грчки, укључујући, на пример, радове  Џафара ибн Мухамеда Абу Ма'схар ал-Балкхија, Абул-Хасана Ибн Јунуса, Ал-Хазинија (који је био византијског грчког порекла, али је одгајан у персијској култури), Мухамад ел Хорезими и Хаџе Насирудин Туси, између осталих.
Било је и неких византијских научника који су користили арапску транслитерацију да опишу одређене научне концепте уместо еквивалентних старогрчких термина (као што је употреба арапског талеи уместо старогрчког хороскопа). Византијска наука је тако одиграла важну улогу у преношењу старогрчког знања западној Европи и исламском свету, а такође и преношењу арапског знања западној Европи. Неки историчари сумњају да је Коперник приступ арапском астрономском тексту, што је резултирало преносом астрономског модела који је развио Насир ал-Дин ал-Туси, а који се касније појавио у делу Николе Коперника. Византијски научници су се такође упознали са сасанидском и индијском астрономијом кроз цитате у неким арапским делима.
Ископан је механички сунчани сат који се састоји од сложених зупчаника које су правили Византинци, што указује на то да је механизам Антикитере, својеврсни аналогни уређај који се користио у астрономији и измишљен крајем другог века пре нове ере, коришћен у византијском периоду.
Такви механички уређаји достигли су висок ниво софистицираности и били су направљени да импресионирају посетиоце.
Лав Математичар је такође заслужан за систем светионика, неку врсту оптичког телеграфа, који се протезао преко Анадолије од Киликије до Константинопоља, који је упозоравао на непријатељске нападе и користио се као средство дипломатске комуникације.

## Хуманизам и ренесанса
Током 12. века Византинци су креирали сопствени модел раног ренесансног хуманизма као ренесансе интересовања за класичне ауторе, међутим, током векова раније, (9–12) ренесансни хуманизам и жеља за класичним учењем били су истакнути током македонске ренесансе, и наставили су у оно што сада видимо као ренесансу из 12. века под Комнинима. У делу Евстатија Солунског је византијски хуманизам имао најкарактеристичнији израз.  Током 13. и 14. века, периода интензивне стваралачке активности, византијски хуманизам је досегаоо врхунац. Византијски хуманизам је веровао у виталност класичне цивилизације и класилних наука.
Упркос политичком и војном паду у последња два века, царство је доживело процват науке и књижевности, који се често описује као „палеологејска“ или „последња византијска ренесанса“. Неки од најеминентнијих представника ове ере су: Максим Плануд, Мануел Мошопул, Деметрије Триклиније и Тома Магистар. Академија у Трабазону, под великим утицајем персијских наука, постала је реномирани центар за проучавање астрономије, математикеи медицине, привукла је интересовање скоро свих научника. У последњем веку царства, византијски граматичари су били главни одговорни за писање старогрчких студија из области књижевности и граматике које су биле у употреби у раноренсанснонм периоду у Италији.